# 金古将人
金古 将人（かねこ まさと、1972年3月27日 - ）は、日本の競輪選手。福島県いわき市小名浜出身。日本競輪学校（当時。以下、競輪学校）第67期生。現在は日本競輪選手会専務理事（福島支部長兼務）、日本自転車競技連盟常務理事。ホームバンクはいわき平競輪場。血液型A型。師匠は佐久間信司郎。

## 戦績
学校法人石川高等学校在学中から国体の自転車競技で数々の優勝を果たし、世界ジュニア選手権にも出場したことから、競輪学校には技能試験免除で入学した。在学中は、当時制定されたばかりのゴールデンキャップを初めて獲得した。
初出走は1991年4月14日の別府競輪場で、初勝利も同レース。デビュー後も実力を遺憾なく発揮し、デビュー後わずか1年半の1992年11月には花月園競輪場にて記念競輪（GIII）を初優勝した。ただ、その直後に格付け制度の関係でトップのS級からミドルクラスのA級に戻ることになってしまった。
しかしすぐにS級へ復帰してトップクラスの選手となり、1995年には立川競輪場でのグランプリシリーズにて企画レースとして行われた「ヤンググランプリ」を優勝。この時の勝利者インタビューでは『9人の中で一番弱い僕でも優勝できたのですから、被災された方々も頑張ってください』と、その年の阪神・淡路大震災の被災者に語りかけた。実際レースに出場した9人の中では最格下扱いで、高谷雅彦の先行による引き出しもあっての優勝だったが、その後は努力によって名実ともにトップクラスに昇り詰め、2000年には名古屋競輪場にて行われた全日本選抜競輪にて捲りで優勝を果たし（当時の当地バンクレコード10秒6）、タイトルホルダーの仲間入りを果たした。
2011年の東日本大震災以降、福島県所属選手が練習場所を他所に求め、県外に転出を余儀なくされる中で、地元いわき市に留まり、地元の選手会福島支部長代行の立場で、被災地の復旧復興に向け奮闘している。2014年6月には師匠が就いていた支部長職を引き継ぎ福島支部長になった。2016年には日本競輪選手会の常務理事（2022年6月下旬より専務理事に昇格）に就任したため、同年6月14日の松山競輪場第2R・A級一般戦で3着となったのを最後に競走から離れ、現在は選手会の公務に専念している。
2019年、競輪評論家である山口幸二からのオファーを受け、初のGIタイトルを獲得した名古屋競輪場にて開催された第62回オールスター競輪（名古屋競輪場）4日目（8月17日）のエキシビションレース『KEIRINレジェンドエキシビションⅡ』に出走することが決定し、3年ぶりにバンクを疾走した（このレースは金古以外の6人は全て現役を引退した元選手であるため、車券の発売は行われなかった）。

## 主な獲得タイトル
- 2000年 - 全日本選抜競輪（名古屋競輪場）

## 競走スタイル
競技での実績を生かしたトップスピードにより、先行や捲りの戦法で勝ち星を積み重ねていったが、晩年は同県の自力選手が数多く育ったことから、一般的な追込選手となっている。